# کراشت آجوتسا
کراشت آجوتسا (به لاتین: Crast' Agüzza) یک کوه در سوئیس است که در کانتون گراوبوندن واقع شده‌است. کراشت آجوتسا ۳٬۸۵۴ متر بالاتر از سطح دریا واقع شده‌است.